# 41號公路 (以色列)
41號公路（希伯來語：כביש 41）為在以色列中南部的一條幹線道路。西起阿什杜德港，東至4號公路／42號公路與7號公路銜接，全長3.9公里。42號公路與蓋代拉（40號公路）之間的路段在升格為7號公路以前曾是41號公路的一部分。

## 公路升格
41號公路位於阿什杜德境內的路段已完成拓寬並且重新調整。哈修瑪爾交叉口（צומת חשמל，今已廢除）以西路段已完成修建，並延伸至阿什杜德港新入口。當前在尼爾加利路口處設有一座交通號誌，從尼爾加利路往北行進可通往艾希科爾發電廠以及海港工業與商業區。
41號公路阿什杜德以東的路段在重建之後升級為高速公路。位於4號公路及42號公路的交通號誌已由立體交流道所取代。4號公路與40號公路之間的路段已完成拓寬，並於拜特拉邦及盖代拉等地新設交流道，且廢除位於Kannot（כַּנּוֹת）青年村的交叉口。其工程已於2014年8月竣工，部分路段升格為7號公路，以連接現有的7號公路。

## 主要交會點（由西向東）
| 里程 （km） | 名稱                                    | 交會型式                        | 地點                                       | 交會點                  |
| ----------- | --------------------------------------- | ------------------------------- | ------------------------------------------ | ----------------------- |
| 0           |                                         | 有號誌路口                      | 阿什杜德港                                 | 阿什杜德港新入口        |
| 0.4         |                                         | 有號誌路口                      | 阿什杜德 艾希科爾發電廠 以色列海港工業園區 | 尼爾加利路              |
| 0.6         | צומת חשמל （哈修瑪爾交叉口） （已廢除） | 有號誌路口                      | 阿什杜德 艾希科爾發電廠                    | 哈希馬爾街              |
| 1.2         | צומת נמל אשדוד （阿什杜德港交叉口）     | 有號誌路口                      | 阿什杜德第三工業區 世紀公園工業區          | 哈馬達街 伯尼貝切大道   |
| 2.4         | צומת ניר גלים （尼爾加利交叉口）        | 有號誌路口                      | 阿什杜德第三工業區 尼爾加利                | HaNeft街 HaHakla'it大道 |
| 3.6         |                                         | 有號誌路口                      | 伯尼達羅姆                                 |                         |
| 3.9         | מחלף אשדוד （阿什杜德系統交流道）       | 立體交流道 · 阿什杜德系統交流道 | 阿什杜德                                   | 4號公路 7號公路         |